# Molly Holzschlag
Molly E. Holzschlag (ur. 25 stycznia 1963, zm. 5 września 2023) – amerykańska programistka, pisarka, wykładowczyni i orędowniczka Open Web. Jest autorką lub współautorką 35 książek o projektowaniu stron internetowych i otwartych standardach, w tym The Zen of CSS Design: Visual Enlightenment for the Web (wraz z Dave Shea). W środowisku internetowym czasem nazywana Wróżką Chrzestną WWW.

## Kampania na rzecz standardów internetowych
Jej praca jako mówczyni koncentrowała się na technologiach Open Web, projektowaniu stron internetowych i dostępności. Jako ekspertka uczestniczyła w World Wide Web Consortium (W3C) w grupie roboczej CSS, przewodniczyła CSS Accessibility Community Group i była ekspertką w grupach roboczych HTML i GEO.
W latach 2004–2006 była liderką grupy Web Standards Project (WaSP). WaSP prowadziła kampanię wśród twórców przeglądarek, takich jak Microsoft, Opera i Netscape, aby wspierali nowoczesne standardy sieciowe. W trakcie gdy przewodniczyła grupie, stworzono test Acid2, który obrazowo pokazywał błędy i braki w ówczesnych przeglądarkach.
W 2009 roku Holzschlag wymyśliła i przez pierwsze 5 lat prowadziła Open Web Camp, czyli darmową konferencję o technologiach i standardach związanych z WWW.

## Praca dydaktyczna
W 2011 roku Holzschlag pracował dla Knowbility, prowadząc zajęcia z HTML5 i ARIA, z naciskiem na tworzenie inkluzywnych projektów, które pomagałyby zmniejszać bariery w dostępności stron internetowych. Prowadziła również zajęcia na różnych uczelniach, w tym na University of Phoenix, New School University i Pima Community College.

## Twórczość
Holzschlag jest autorką lub współautorką 35 książek o projektowaniu stron internetowych i otwartych standardach.
- Holzschlag Molly, David Shea: The Zen of CSS Design: Visual Enlightenment for the Web. 2005. ISBN 0-321-30347-4. Brak numerów stron w książce
- Molly E. Holzschlag: 250 HTML and Web Design Secrets. 2004. ISBN 0-7645-6845-0. Brak numerów stron w książce
- Holzschlag Molly, Porter Glendinning: Sams Teach Yourself Movable Type in 24 Hours. 2004. ISBN 0-672-32590-X. Brak numerów stron w książce
- Molly Holzschlag: Design Your Own E-Shop: Creating & Promoting Successful Small Business Sites (Dyo). 2004. ISBN 2-88479-021-7. Brak numerów stron w książce
- Molly E. Holzschlag: Color for Websites: Digital Media Design (Graphic Design). 2003. ISBN 2-88046-741-1. Brak numerów stron w książce
- Molly E. Holzschlag: Cascading Style Sheets: The Designer's Edge. 2003. ISBN 0-7821-4184-6. Brak numerów stron w książce
- Special Edition Using Macromedia Dreamweaver MX. 2002. ISBN 0-7897-2707-2. Brak numerów stron w książce
- Molly Holzschlag: Design Your Own Home Page. 2002. ISBN 2-88479-013-6. Brak numerów stron w książce
- Molly E. Holzschlag: Integrated Web Design: Building the New Breed of Designer & Developer. 2002. ISBN 0-7357-1233-6. Brak numerów stron w książce
- Sams Teach Yourself Adobe LiveMotion 2 in 24 Hours. 2002. ISBN 0-672-32312-5. Brak numerów stron w książce
- Molly E. Holzschlag: Special Edition Using HTML and XHTML. 2002. ISBN 0-7897-2731-5. Brak numerów stron w książce
- Holzschlag Molly, Pellerin Jason: Perl Web Site Workshop. 2001. ISBN 0-672-32275-7. Brak numerów stron w książce
- Molly E. Holzschlag: XML, HTML, XHTML Magic. 2001. ISBN 0-7357-1139-9. Brak numerów stron w książce
- Peter Weverka, Holzschlag Molly: Mastering Frontpage 2002 Premium Edition. 2001. ISBN 0-7821-4003-3. Brak numerów stron w książce
- Molly E. Holzschlag: Special Edition Using XHTML. 2000. ISBN 0-7897-2431-6. Brak numerów stron w książce
- Sams Teach Yourself Adobe(R) LiveMotion(R) in 24 Hours. 2000. ISBN 0-672-31916-0. Brak numerów stron w książce
- Molly E. Holzschlag: Special Edition Using HTML 4. Wyd. 6th. 1999. ISBN 0-7897-2267-4. Brak numerów stron w książce
- Holzschlag Molly, Stephen Romaniello: Mastering Adobe GoLive 4. 1999. ISBN 0-7821-2604-9. Brak numerów stron w książce
- Molly E. Holzschlag: Short Order HTML 4. 1999. ISBN 0-7897-2049-3. Brak numerów stron w książce
- Holzschlag Molly, Daniel A. Tauber: Mastering Microsoft FrontPage 2000 Premium Edition. 1999. ISBN 0-7821-2456-9. Brak numerów stron w książce
- Lisa Schmeiser: The Complete Website Kit: Turn Your Website into a Dynamic, Long-Lasting, and Effective Tool. 1998. ISBN 0-7821-2428-3. Brak numerów stron w książce
- Molly E. Holzschlag: Web by Design: The Complete Guide. 1998. ISBN 0-7821-2201-9. Brak numerów stron w książce
- Holzschlag Molly, Laura Lemay: Laura Lemay's Web Workshop: Designing With Stylesheets, Tables, and Frames. 1997. ISBN 1-57521-249-8. Brak numerów stron w książce
- Holzschlag Molly, Laura Lemay: Laura Lemay's Guide to Sizzling Web Site Design. 1997. ISBN 1-57521-221-8. Brak numerów stron w książce
- Professional Web Design: Theory and Technique on the Cutting Edge. 1996. ISBN 0-7615-0759-0. Brak numerów stron w książce

## Nagrody
- 2016 – O'Reilly Web Platform Award[3]
- 2015 – Net Award za wybitny wkład[13]
- 1998 – otrzymała tytuł The Webgrrls Top 25 Women on the Web[14]